# Irisbus CityClass
Die Iveco CityClass ist ein Stadt-, Vorort- und Stadtbus, der 1997 von der Bussparte von Iveco auf den Markt gebracht und im Jahr 2000 in Irisbus umbenannt wurde. Er entspricht dem Irisbus Agora (Renault) in Frankreich. Er ersetzt den Stadtbus Iveco 490 TurboCity UR Green, der später durch den Irisbus Citelis ersetzt wurde.
Wie bei Iveco üblich ist die CityClass in zwei Ausführungen erhältlich: Stadtbus Baureihe 491 und Überlandbus Baureihe 591, sowie in verschiedenen Längen: 10,80 Meter, 12 Meter und als Gelenkbus 18 Meter.

## Geschichte

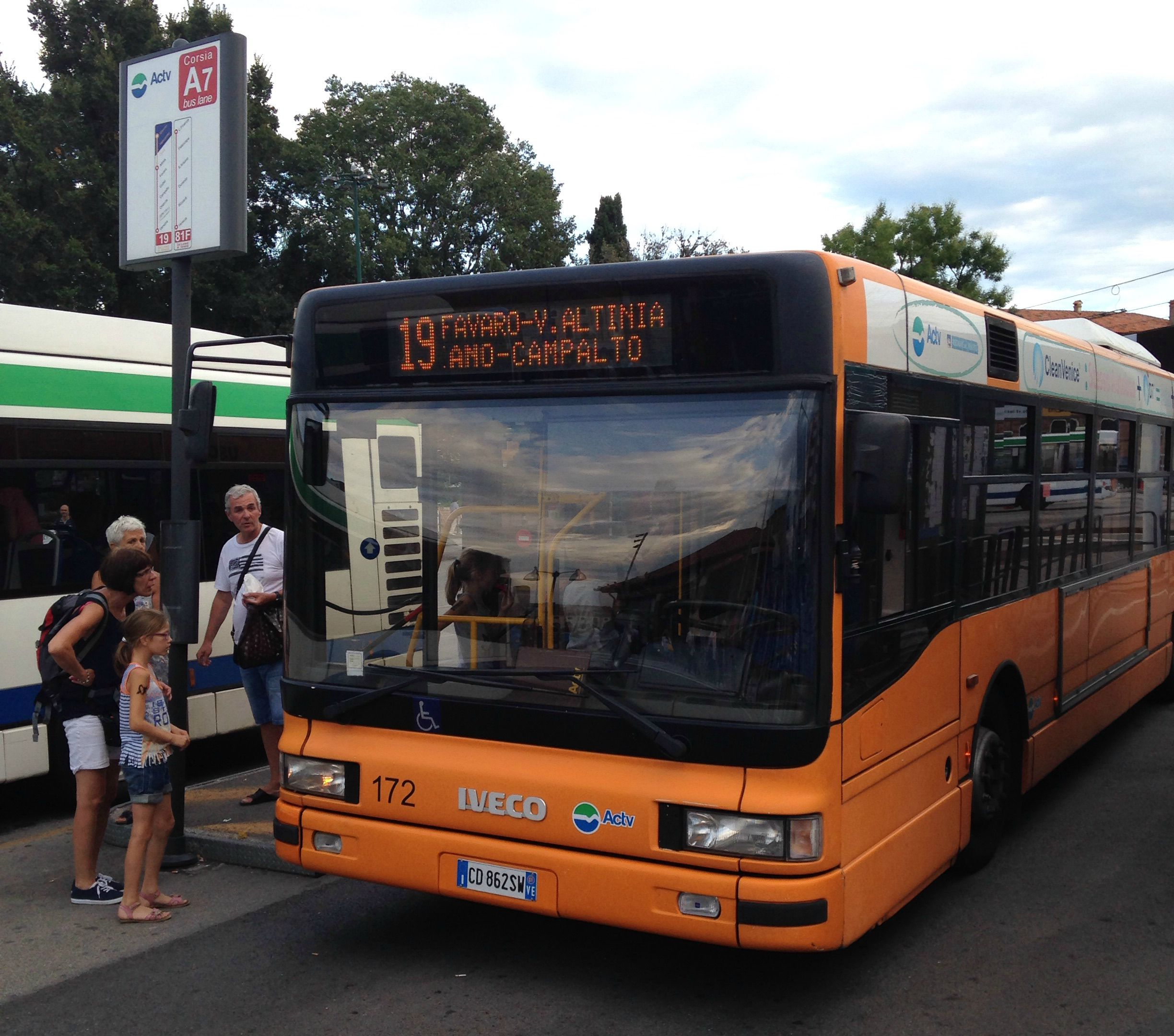
Iveco CityClass

Die Iveco CityClass wurde 1995 auf dem Pariser Autosalon der Fachwelt und der breiten Öffentlichkeit vorgestellt. Er wurde ab dem Modelljahr 1997 auf den Markt gebracht. Nachdem im Jahr 2000 die IVECO-RVI-Busabteilungen zusammengelegt wurden, wurde der Bus unter der Marke Irisbus verkauft und blieb bis 2008 in Produktion. Insgesamt wurden 10.000 Einheiten hergestellt, davon mehr als 7.000 in Italien.
Das CityClass-Projekt wurde in den 1990er Jahren vom italienischen Designer Giorgetto Giugiaro entworfen und 1996 der Öffentlichkeit vorgestellt, um den Iveco Turbocity zu ersetzen.
Im Jahr 2001 entwickelte ALTRA in Zusammenarbeit mit Ansaldo Ricerche, Sapio, International Fuel Cells, Exide, T_V und Centro Ricerche Fiat sowie mit der Unterstützung des italienischen Umweltministeriums und des Piemont eine Version mit elektrischem Antrieb, der mit Wasserstoff betrieben wird. Die Wasserstoffbusse wurden im Auftrag von GTT in Turin eingesetzt unter anderem auch bei den Olympischen Winterspielen 2006 eingesetzt. Es war der erste italienische Wasserstoffbus.

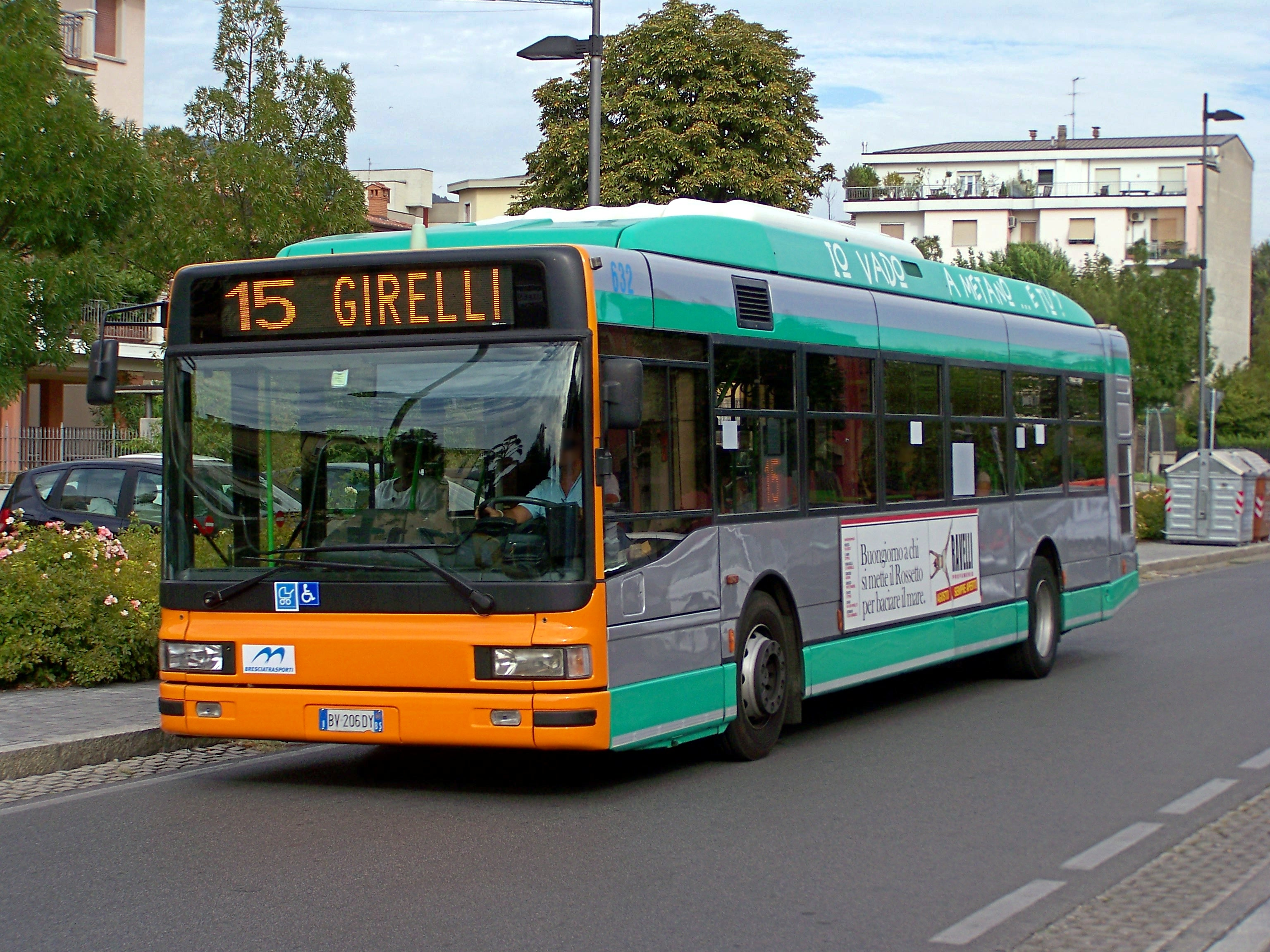
Ein Iveco CityClass von Brescia Trasporti, angetrieben mit komprimiertem Erdgas.

### Unter der Marke Iveco (1997–1999)
Der Iveco 491 CityClass wurde zwischen 1997 und 2000 hergestellt und vermarktet.

### Unter der marke Irisbus (2000–2008)
Ende 1999 wurde das Iveco-Logo auf dem CityClass-Kühlergrill durch den Irisbus-Delfin ersetzt und bleibt bis 2008 in Europa bestehen.

### Betrieb
Das CityClass-Modell, von dem in Italien mehr als 7000 Einheiten produziert wurden, ist zweifellos der am meisten verbreitete Stadtbus in Europa. Außer in großen italienischen Städten wie Mailand, Rom, Genua und Turin, wo die Verbreitung fast monopolistisch ist, ist es in allen öffentlichen (und privaten) Verkehrsdiensten in Italien im Einsatz. Die CityClass hat auch im Ausland weite Verbreitung gefunden: in der Schweiz, in Frankreich, Deutschland, Rumänien und insbesondere in Spanien und Griechenland. In den meisten Städten Spaniens ist die CityClass, gebaut von den spanischen Unternehmen Castrosua, Hispano Carrocera und Noge, die am weitesten verbreitete städtische Transportflotte.

## Generationen
- Im Jahr 2001 wurde die CityClass mit einem neuen Iveco-Motor namens Cursor ausgestattet, der für die 10- und 12-Meter-Modelle 290 PS leistete. Zuvor erhielten sie Fiat V.I.-Motoren. Typ 8360.46V, der je nach gewählter Konfiguration 220, 250 oder 270 PS leistete. Die Gelenkversion der CityClass wird außerdem mit einem neuen 350 PS starken Iveco Cursor-Motor ausgestattet sein, der den bisherigen 310 PS starken Fiat-Motor ersetzt.
- Ab 2005 wird der Cursor-Motor in geeigneter Ausführung auch die CNG-Versionen mit 270 PS ausstatten.

## Die verschiedenen Versionen

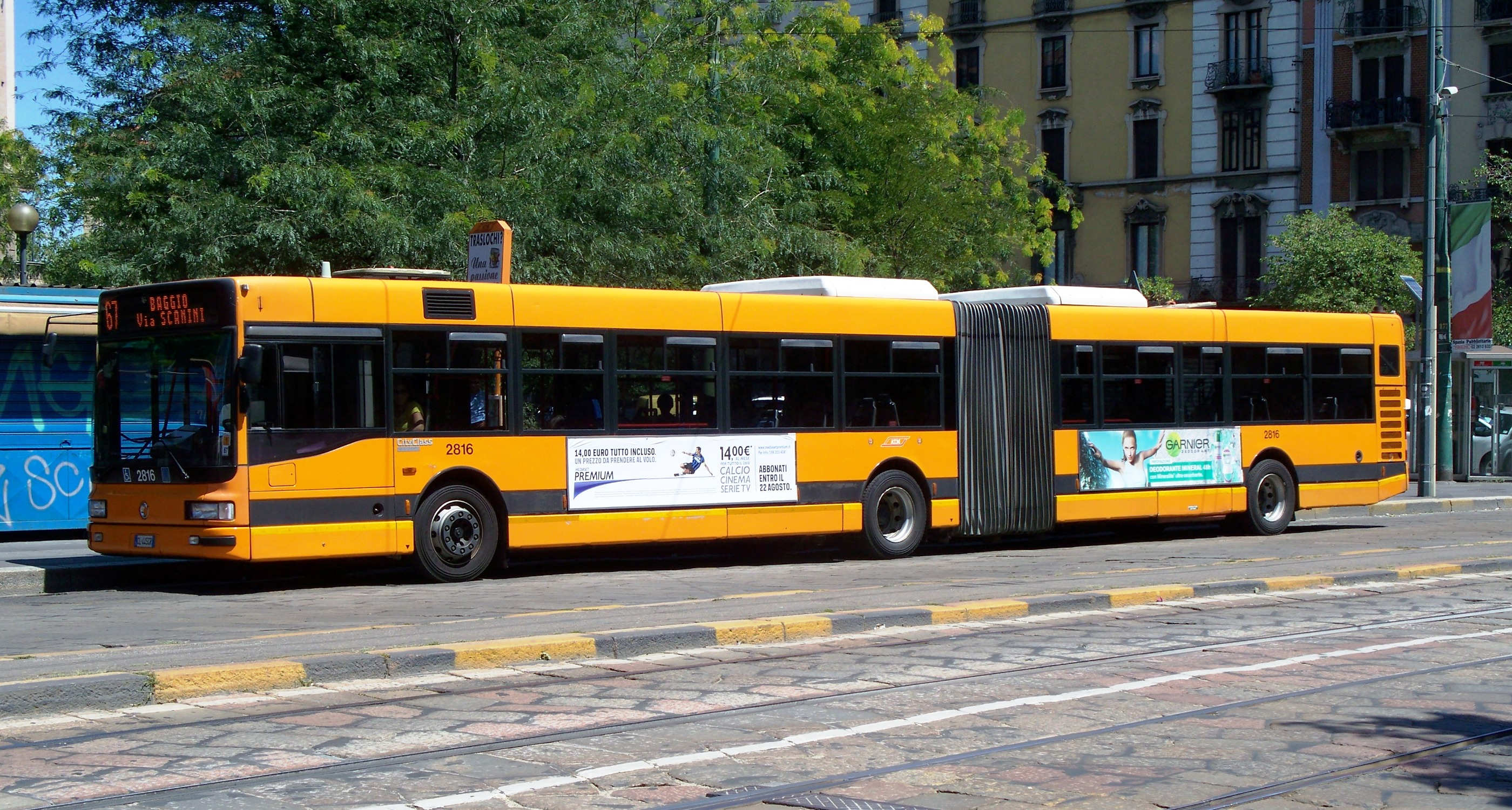
Iveco 491 CityClass Gelenkversion 18 m.

### CityClass 491(stadtbus)
Stadtmodell CityClass. Erhältlich in den Versionen Midibus (10,80 m), Standard (12 m) und Gelenkbus (18 m). Die 12 Meter langen italienischen Versionen mit 4 Doppeltüren verfügen über 108 Sitzplätze: 18 Sitzplätze und 93 Stehplätze sowie 1 Behindertenbereich mit Rampe an der 3. Zugangstür. Die CNG-Version verfügt über 88 Sitzplätze: 24 Sitzplätze, 63 Stehplätze und 1 PRM. Die französische Version mit nur 2 Doppeltüren bietet 114 bzw. 95 Sitzplätze. Die 18-Meter-Gelenkversion verfügt über 140 Sitzplätze, davon 33 Sitzplätze, 105 Stehplätze und 1 PRM mit Rampe an der 2. Tür.

### CityClass 591(vorortbus)
Vorstadt- und Vorstadtmodell der CityClass. Es verfügt über mehr Sitzplätze als die Stadtversion. Es gibt ihn auch in den Ausführungen Midibus (10,80 m), Standard (12 m) und Gelenkbus (18 m). Die 12-Meter-Version verfügt über 96 Sitzplätze: 37 Sitzplätze, 57 Stehplätze und 1 PRM mit Zugangsrampe. Die 18-Meter-Gelenkversion verfügt über 113 Sitzplätze, davon 71 Sitzplätze, 41 Stehplätze und 1 PRM.

### Die spanische CityClass

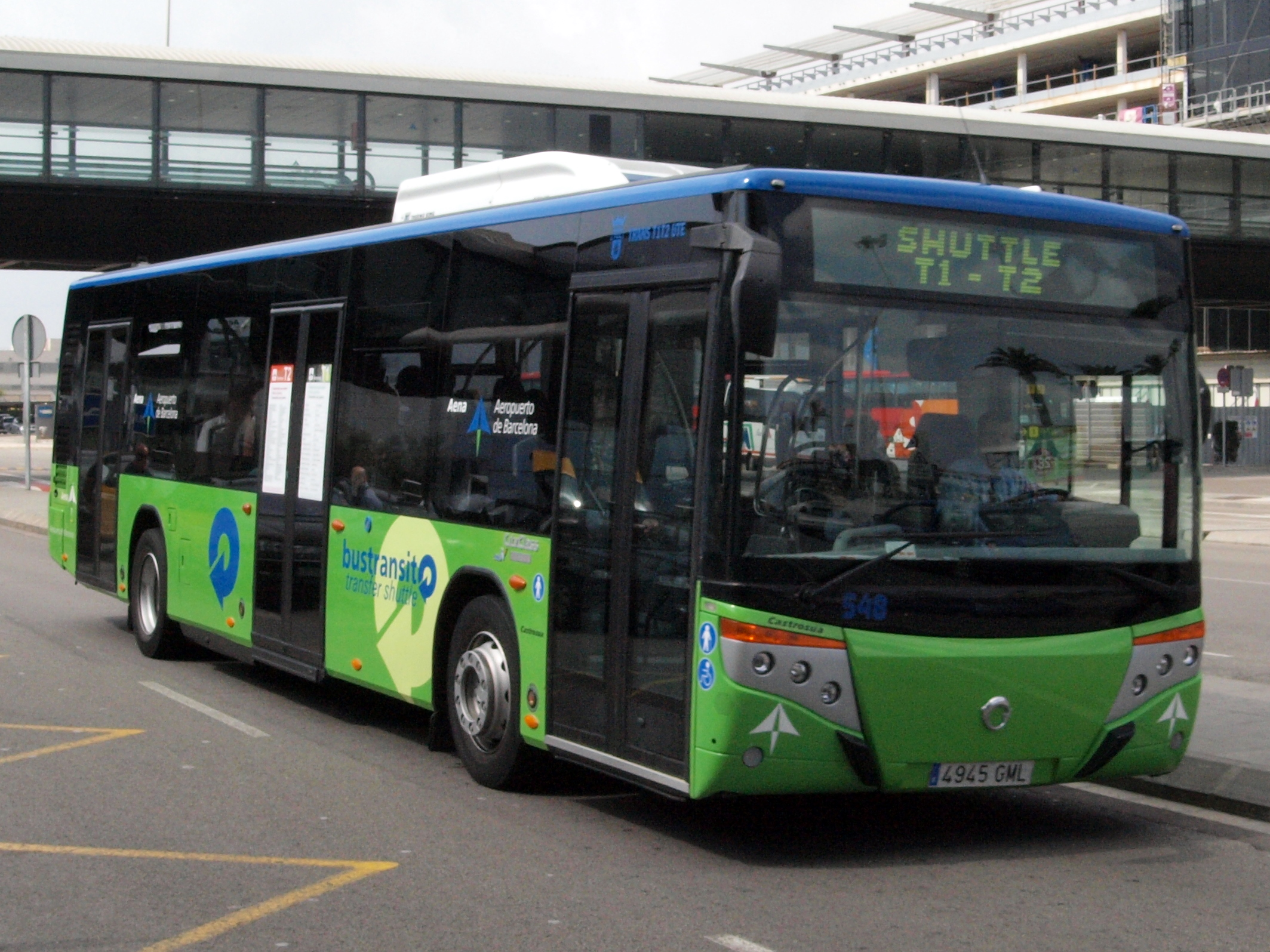
Irisbus CityClass mit karosserie Castrosua (Castrosua City Versus)

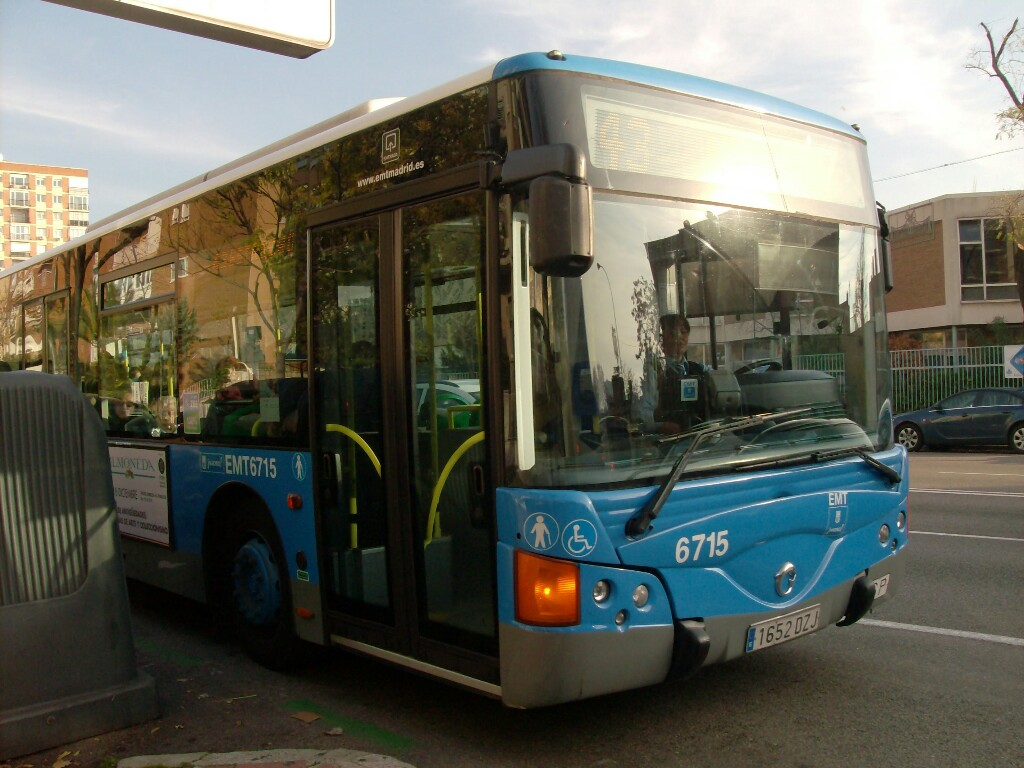
Irisbus CityClass mit karosserie Noge (Noge Cittour)

In Spanien hatten die meisten CityClass-Karosserien Karosserien von Karosseriefirmen wie Castrosua, Noge und Hispano.

### Die ökologische CityClass
Der Fiat-Konzern und seine Lkw- und Bussparte Iveco haben sich dem Umweltschutz mit modernster Forschung zur Verbrauchsreduzierung und Abgasfiltration gewidmet, deren erste Ausrüstung aus dem Jahr 1980 stammt. Im Februar 1999 startete die Stadt Turin das Projekt „Wasserstoffbus“. Im November desselben Jahres genehmigte das italienische Umweltministerium dieses Projekt sowie den Temporären Unternehmensverband (ATI), der mit der Durchführung des Projekts beauftragt werden sollte. Die ATI bestand aus sechs Unternehmen: GTT (ehemalige ATM – kommunale Stadtverkehrsbehörde der piemontesischen Hauptstadt), Iveco (zweitgrößter Bushersteller der Welt), Sapio (einer der größten italienischen Hersteller von technischen und medizinischen Gasen). CVA – Compagnia Valdostana delle Acque SpA (Produzent erneuerbarer elektrischer Energie), ENEA – Ente per le Nuove tecnologie, l’Energia e l’Ambiente (Öffentliches Forschungszentrum für Innovation und nachhaltige Entwicklung), Ansaldo Ricerche (Forschungsabteilung des Ansaldo Gruppe). Das Projekt wurde vom italienischen Umweltministerium finanziert und das Centro Ricerche Fiat finanzierte die Umsetzung in einem seiner Busmodelle.
Mit der Gründung von Irisbus im Jahr 1999 startete Iveco ein ehrgeiziges Projekt für einen Stadtbus mit Wasserstoffantrieb, einem System namens Fuel Cell. Im Jahr 2002 wurde ein Prototyp mit dem VIN-Code ZGA482.E0E0E0.00001 gebaut und getestet. Die vom italienischen Ministerium für Verkehr und Umwelt überwachten Tests dauerten zwei Jahre. In dieser Zeit wurden drei 12 Meter lange CityClass-Brennstoffzellenbusse hergestellt. Nach der Zulassung des Prototyps in Italien wurden diese Busse am 1. November 2004 an städtische Verkehrsunternehmen in Turin, Barcelona und Deutschland (München) ausgeliefert.
Die Turin CityClass war während der Olympischen Winterspiele 2006 im Einsatz. Ihre Autonomie betrug 12 Stunden bei einer Geschwindigkeit von 60 km/h. Es bietet Platz für 73 Passagiere, darunter 21 sitzende, 51 stehende und 1 PRM-Rollstuhl. Es hatte 9 Wasserstoffflaschen für insgesamt 1260 Liter bei 200 bar.
Auch ein CityClass-Prototyp mit Hybridmotor wurde erfolgreich getestet.

## Eigenschaften
Die Iveco CityClass war in drei verschiedenen Längen (10,8 Meter, 12 Meter oder 18 Meter) erhältlich und hatte eine Breite von 2,50 Metern. In der Standardversion konnte er 88 bis 108 Personen befördern, in der Gelenkversion 140 Personen.
Alle CityClass-Modelle sind mit 2, 3 oder 4 Seitentüren, vorderer und seitlicher Fahrsignalanzeige, ABS und ASR, Stereoanlage, Mikrofon- und Radioinstallation sowie Klimaanlage ausgestattet. Der Zugang an Bord für Behinderte wird durch das seitliche Kippsystem des Körpers, Kneeling, erleichtert. Eine Rollstuhlrampe ist vorhanden.

### Abmessungen
|                                    | CityClass 491.10                  | CityClass 491.12                  | CityClass 491.12 CNG              | CityClass 491.12 Fuel Cell        | CityClass 491.18       | CityClass 491.18 CNG   | CityClass 591.10                | CityClass 591.12 | CityClass 591.18       |               |
| ---------------------------------- | --------------------------------- | --------------------------------- | --------------------------------- | --------------------------------- | ---------------------- | ---------------------- | ------------------------------- | ---------------- | ---------------------- | ------------- |
| Länge (mm)                         | 10 805                            | 11 995                            | 11 995                            | 11 995                            | 17 960                 | 17 960                 | 10 800                          | 11 995           | 17 960                 |               |
| Breite (mm)                        | 2 500                             | 2 500                             | 2 500                             | 2 500                             | 2 500                  | 2 500                  | 2 500                           | 2 500            | 2 500                  |               |
| Höhe (mm)                          | 2 965                             | 2 965                             | 2 965                             | 3 300                             | 2 965                  | 2 965                  | 2 965                           | 2 965            | 2 965                  |               |
| Radstand (mm)                      | 5 150                             | 6 050                             | 6 050                             | 6 050                             | 5 710 + 6 605          | 5 710 + 6 605          | 5 150                           | 6 050            | 5 710 + 6 605          |               |
| Überhang vorne/hinten (mm)         | 2 565 / 3 080                     | 2 565 / 3 380                     | 2 565 / 3 380                     | 2 565 / 3 380                     | 2 565 / 3 080          | 2 565 / 3 080          | 2 565 / 3 080                   | 2 565 / 3 380    | 2 565 / 3 080          | 2 565 / 3 080 |
| Wenderadius zwischen Wänden (m)    | 7,17                              | 8,74                              | 8,74                              | 8,97                              | 10,28                  | 10,28                  | 7,17                            | 8,74             | 10,28                  |               |
| Leergewicht (kg)                   | 10 600                            | 11 230                            | 12 520                            | 14 000                            | 18 200                 | 19 100                 | 10 650                          | 11 250           | 18 200                 |               |
| Gewicht (kg)                       | 17 500                            | 18 990                            | 18 990                            | 27 950                            | 27 950                 | 19 000                 | 18 000                          | 19 000           | 27 950                 |               |
| Sitz- und Stehkapazität = Maxi (U) | 29 + 66 + 1 PRM = 82              | 19 + 89 + 1 PRM = 109             | 25 + 63 + 1 PRM = 89              | 22 + 50 + 1 PRM = 73              | 33 + 108 + 1 PRM = 142 | 33 + 106 + 1 PRM = 140 | 34 + 48 = 82                    | 42 + 57 = 99     | 34 + 108 + 1 PRM = 143 |               |
| Türen (U) 1 360 mm                 | 2 (3 für den italienischen Markt) | 3 (4 für den italienischen Markt) | 3 (4 für den italienischen Markt) | 3 (4 für den italienischen Markt) | 4                      | 4                      | 2 (für den italienischen Markt) | 2 ou 3           | 3                      |               |
| Bodenhöhe (mm)                     | 305                               | 305                               | 305                               | 305                               | 305                    | 305                    | 305                             | 305              | 305                    |               |

### Motoren
|                                | CityClass 491.10                                                  | CityClass 491.12                                                  | CityClass 491.12 CNG                                              | CityClass 491.12 Fuel Cell                                        | CityClass 491.18                                                  | CityClass 491.18 CNG                                              | CityClass 591.10                                                  | CityClass 591.12                                                  | CityClass 591.18                                                  |
| ------------------------------ | ----------------------------------------------------------------- | ----------------------------------------------------------------- | ----------------------------------------------------------------- | ----------------------------------------------------------------- | ----------------------------------------------------------------- | ----------------------------------------------------------------- | ----------------------------------------------------------------- | ----------------------------------------------------------------- | ----------------------------------------------------------------- |
| Motoren Hubraumtypen (cm 3)    | Diesel FIAT 8360.46V 7 685 Iveco Cursor 8 F2B 7 790               | Diesel FIAT 8360.46V 7 685 Iveco Cursor 8 F2B 7 790               | CNG FIAT 8469.21S 9 500 Iveco Cursor 8 CNG F2BE 7 790             | Wasserstoff Ansaldo                                               | Diesel und CNG Iveco 8469.41S 9 500                               | Diesel und CNG Iveco 8469.41S 9 500                               | Diesel und CNG                                                    | Diesel und CNG Iveco Cursor 8 F2B 7 790                           | * Diesel: IVECO Cursor 8 F2B 7 790 * GNC: Iveco 8469.41S 9 500    |
| Leistung (kW (cv DIN) a r/min) | 196 (260) a 2 050 a 213 (290) a 2 050                             | 196 (260) a 2 050 a 213 (290) a 2 050                             | 177 (240) a 2 100 200 (270) a 2 000                               | 164 a 1 550                                                       | 228 (310) a 2 000                                                 | 228 (310) a 2 000                                                 |                                                                   | 213 (290) a 2 050                                                 | * Diesel 213 (290) a 2 050 * GNC 228 (310) a 2 000                |
| Paar motoren (N m a r/min)     | 1 100 a 1 080-1 800                                               | 1 100 a 1 080-1 800                                               | 920 a 1 200 1 100 a 1 100                                         | 1 200 a 600                                                       | 1 200 a 1 200                                                     | 1 200 a 1 200                                                     |                                                                   | * Diésel 1 110 a 1 040 * CNG                                      | * Diesel * CNG 1 200 a 1 200                                      |
| Übertragung                    | Antrieb (Hinterräder)                                             | Antrieb (Hinterräder)                                             | Antrieb (Hinterräder)                                             | Antrieb (Hinterräder)                                             | Antrieb (Hinterräder)                                             | Antrieb (Hinterräder)                                             | Antrieb (Hinterräder)                                             | Antrieb (Hinterräder)                                             | Antrieb (Hinterräder)                                             |
| Getriebe                       | Automatik ZF 5HP und VOITH D 854                                  | Automatik ZF 5HP und VOITH D 854                                  | Automatik ZF 5HP und VOITH D 854                                  | Automatik ZF 5HP und VOITH D 854                                  | Automatik ZF 5HP und VOITH D 854                                  | Automatik ZF 5HP und VOITH D 854                                  | Automatik ZF 5HP und VOITH D 854                                  | Automatik ZF 5HP und VOITH D 854                                  | Automatik ZF 5HP und VOITH D 854                                  |
| Bremsen                        | Pneumatische Scheibenbremsen (vorne) und (hinten) mit ABS und ASR | Pneumatische Scheibenbremsen (vorne) und (hinten) mit ABS und ASR | Pneumatische Scheibenbremsen (vorne) und (hinten) mit ABS und ASR | Pneumatische Scheibenbremsen (vorne) und (hinten) mit ABS und ASR | Pneumatische Scheibenbremsen (vorne) und (hinten) mit ABS und ASR | Pneumatische Scheibenbremsen (vorne) und (hinten) mit ABS und ASR | Pneumatische Scheibenbremsen (vorne) und (hinten) mit ABS und ASR | Pneumatische Scheibenbremsen (vorne) und (hinten) mit ABS und ASR | Pneumatische Scheibenbremsen (vorne) und (hinten) mit ABS und ASR |
| Suspensión                     | Luftkissen; Hydraulische Stoßdämpfer und Torsionsstäbe            | Luftkissen; Hydraulische Stoßdämpfer und Torsionsstäbe            | Luftkissen; Hydraulische Stoßdämpfer und Torsionsstäbe            | Luftkissen; Hydraulische Stoßdämpfer und Torsionsstäbe            | Luftkissen; Hydraulische Stoßdämpfer und Torsionsstäbe            | Luftkissen; Hydraulische Stoßdämpfer und Torsionsstäbe            | Luftkissen; Hydraulische Stoßdämpfer und Torsionsstäbe            | Luftkissen; Hydraulische Stoßdämpfer und Torsionsstäbe            | Luftkissen; Hydraulische Stoßdämpfer und Torsionsstäbe            |
| Adresse                        | Kraftunterstütztes Zahnstangenhydrauliksystem                     | Kraftunterstütztes Zahnstangenhydrauliksystem                     | Kraftunterstütztes Zahnstangenhydrauliksystem                     | Kraftunterstütztes Zahnstangenhydrauliksystem                     | Kraftunterstütztes Zahnstangenhydrauliksystem                     | Kraftunterstütztes Zahnstangenhydrauliksystem                     | Kraftunterstütztes Zahnstangenhydrauliksystem                     | Kraftunterstütztes Zahnstangenhydrauliksystem                     | Kraftunterstütztes Zahnstangenhydrauliksystem                     |
| Autonomie (km)                 | 600                                                               | 500 puis 600                                                      | 950                                                               | 200                                                               | 500                                                               | 880                                                               |                                                                   | 600                                                               | 500 / 850                                                         |

## Fotogalerie

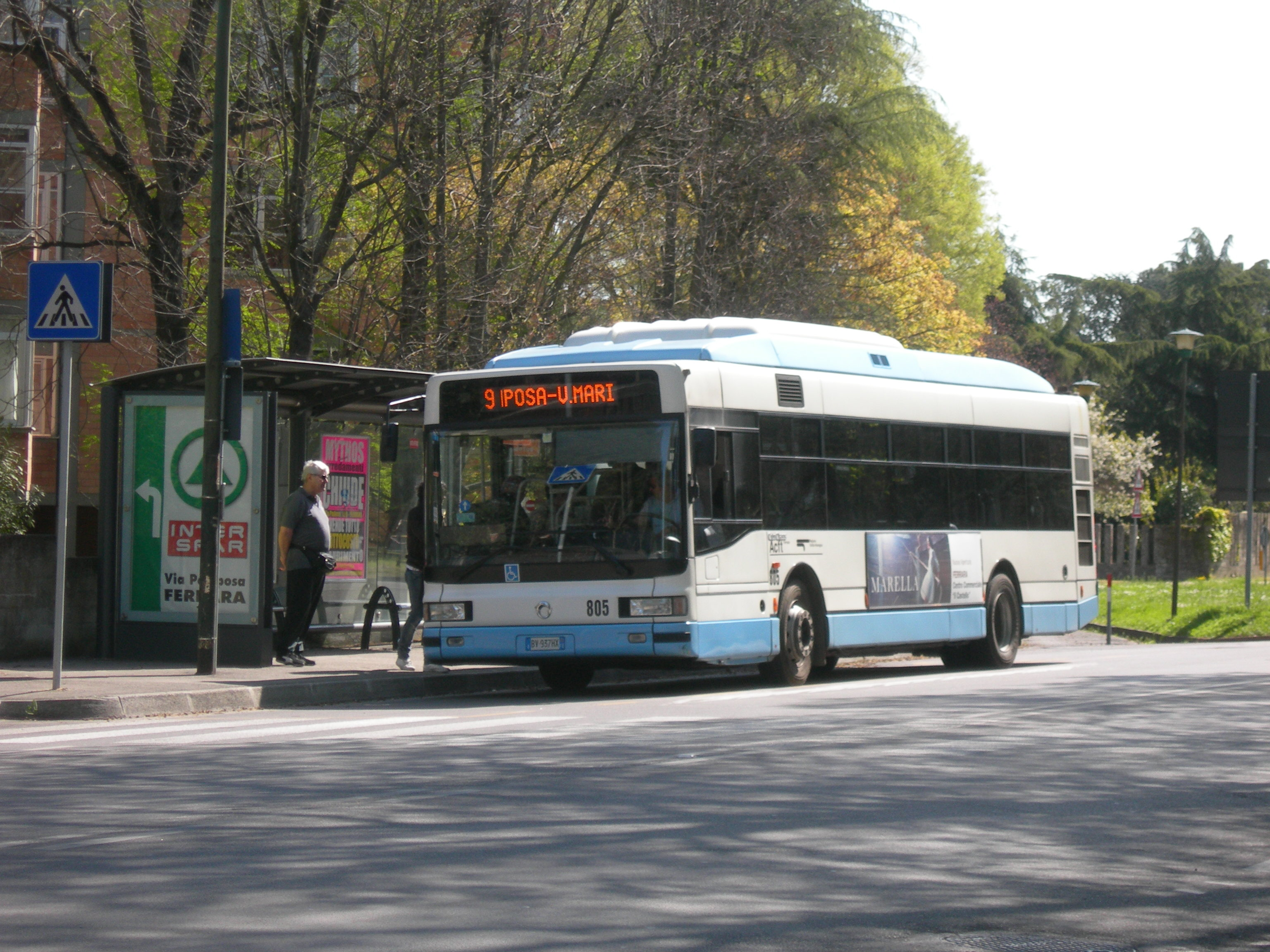
Irisbus CityClass GNV
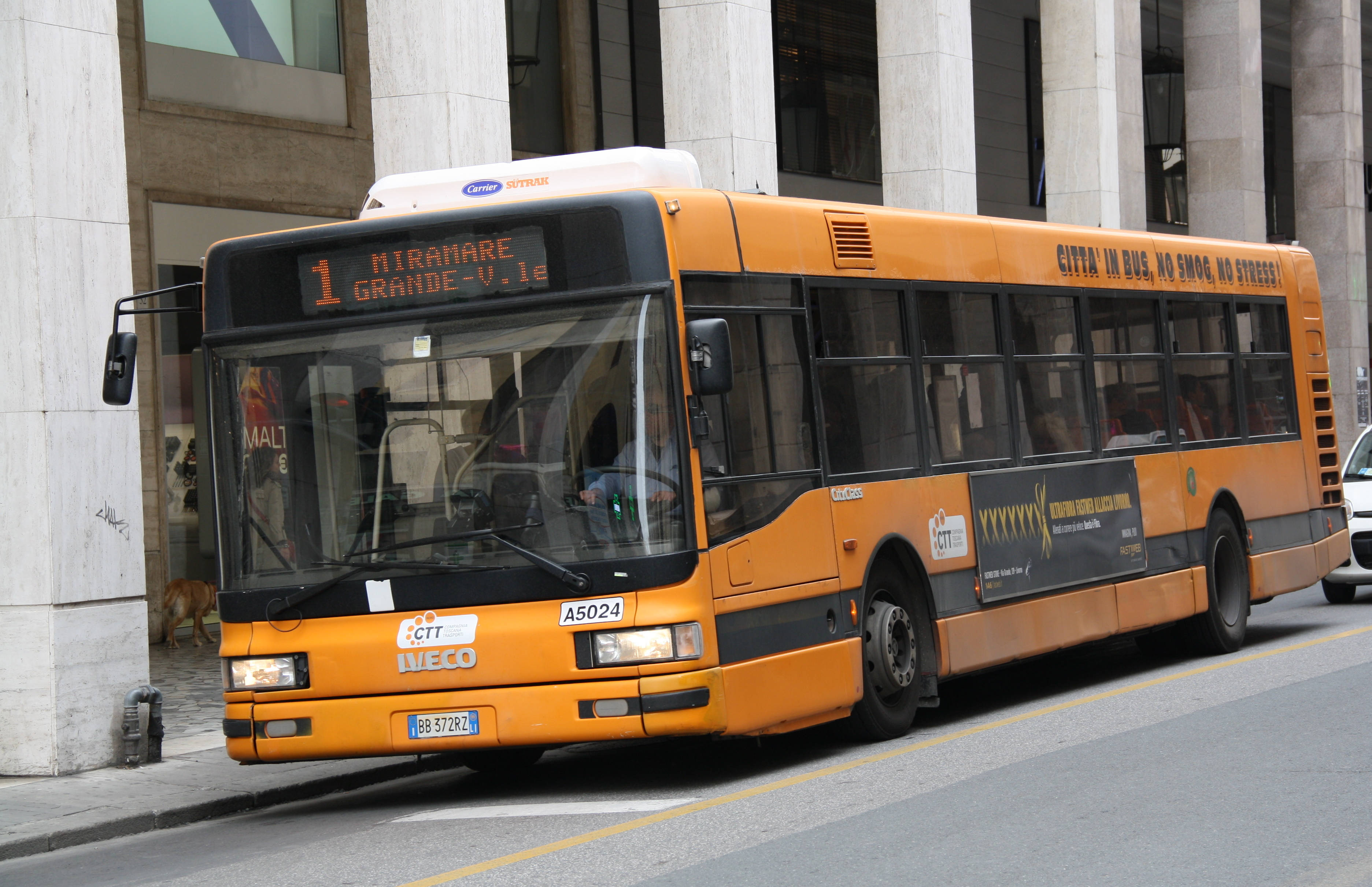
Iveco CityClass Diesel
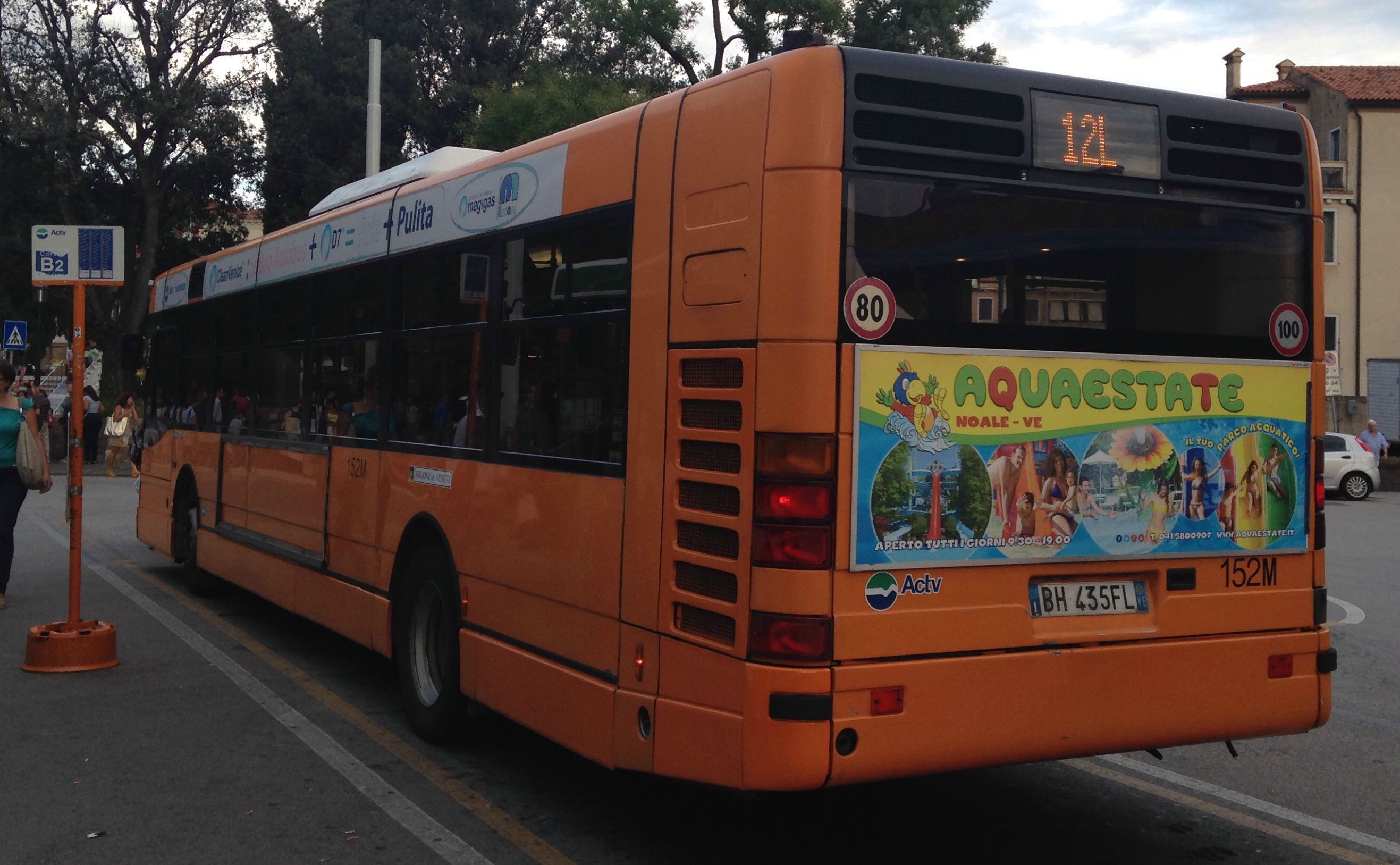
Rückansicht
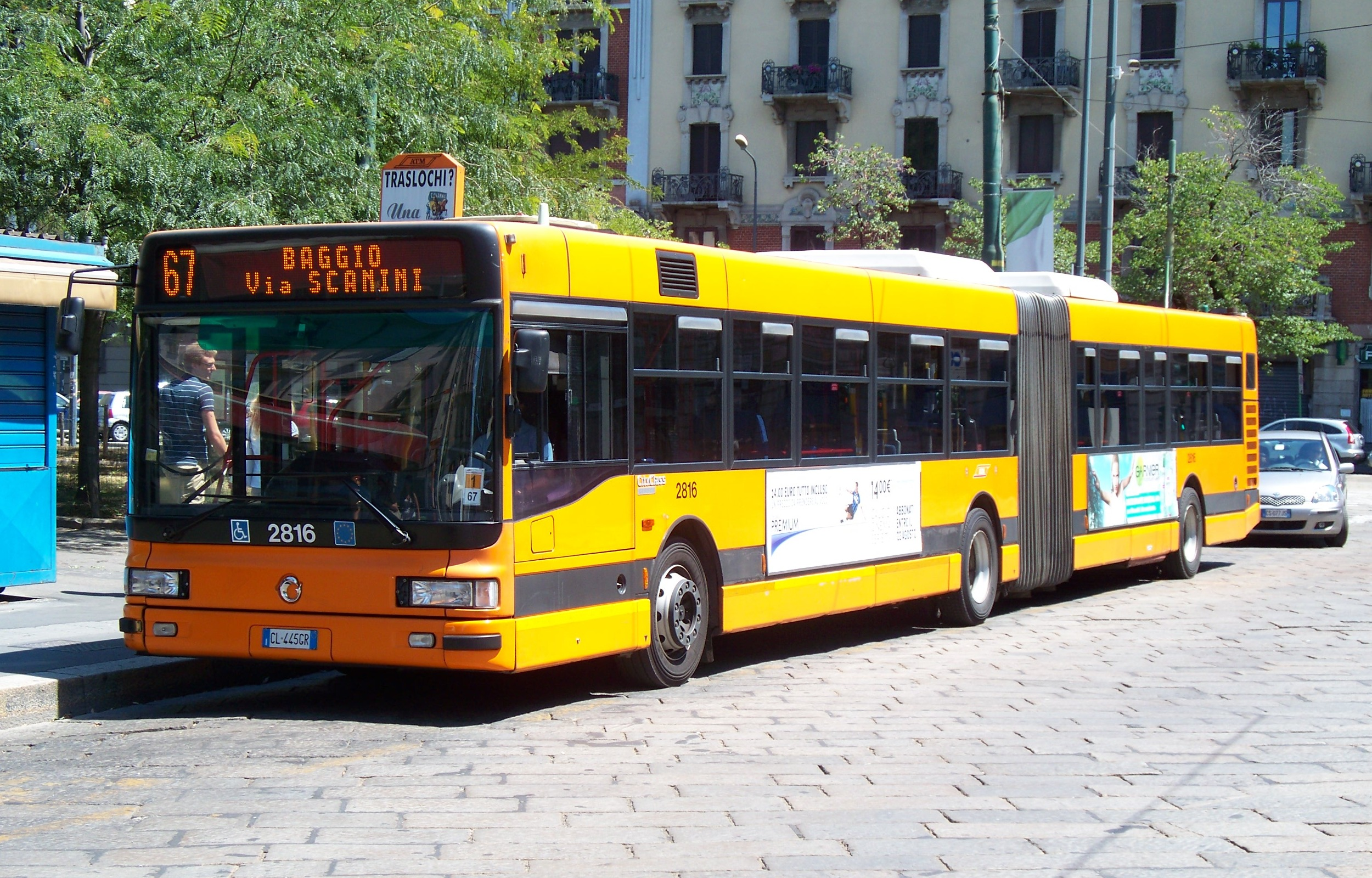
Irisbus CityClass Gelenk
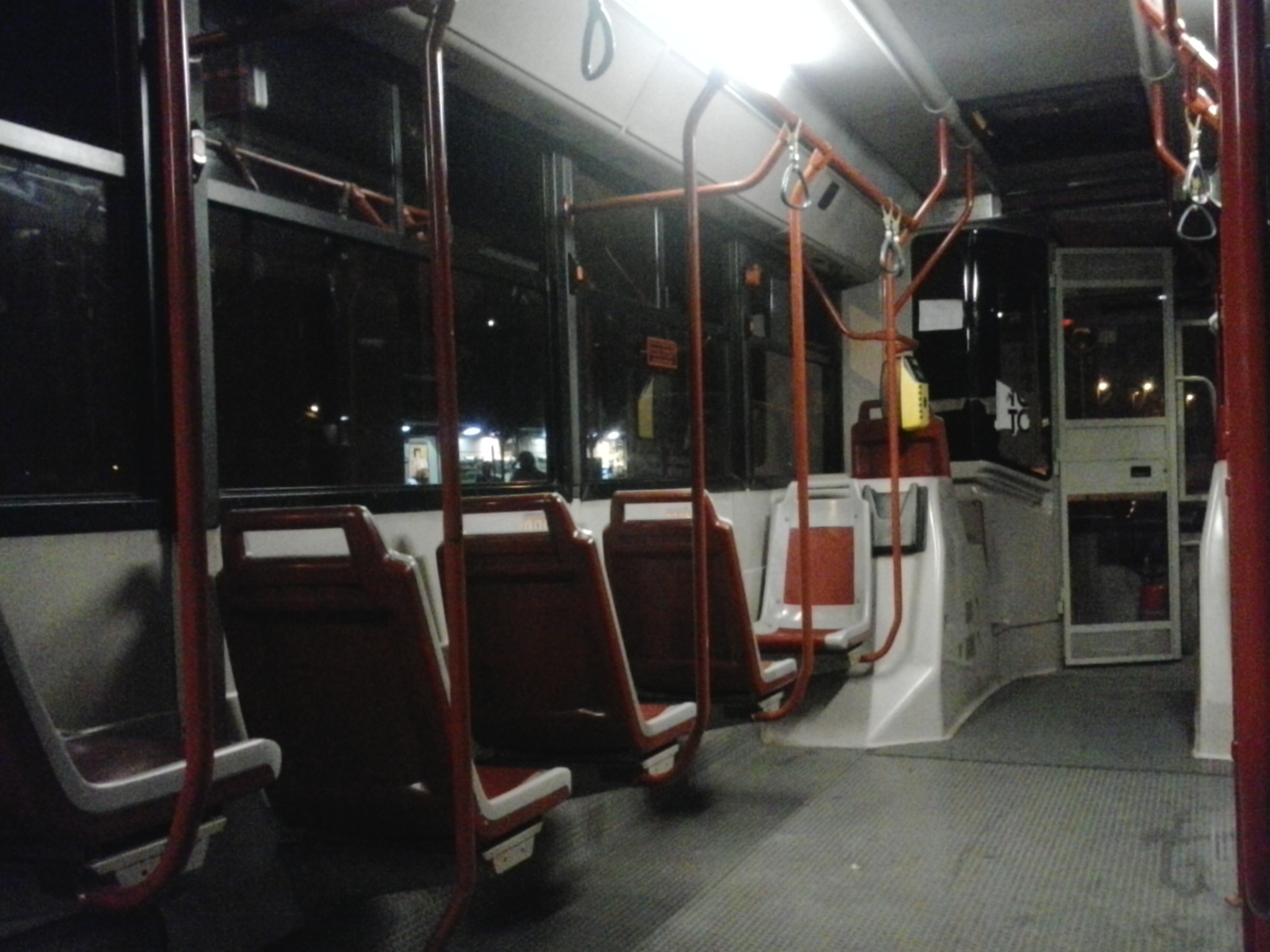
CityClass 491.12 Interior
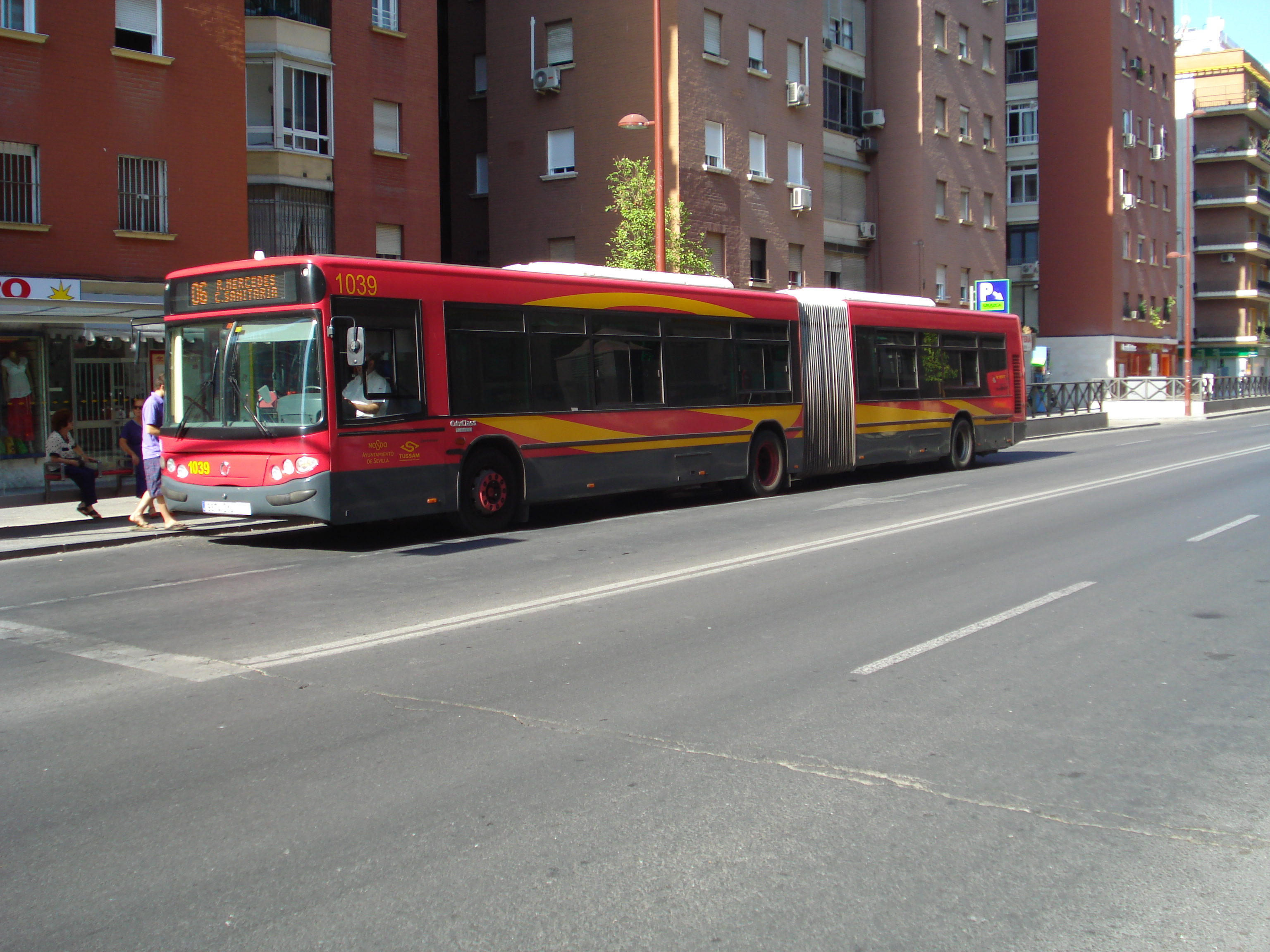
CityClass-Karosserie in Spanien mit Gelenkantrieb (18 m)
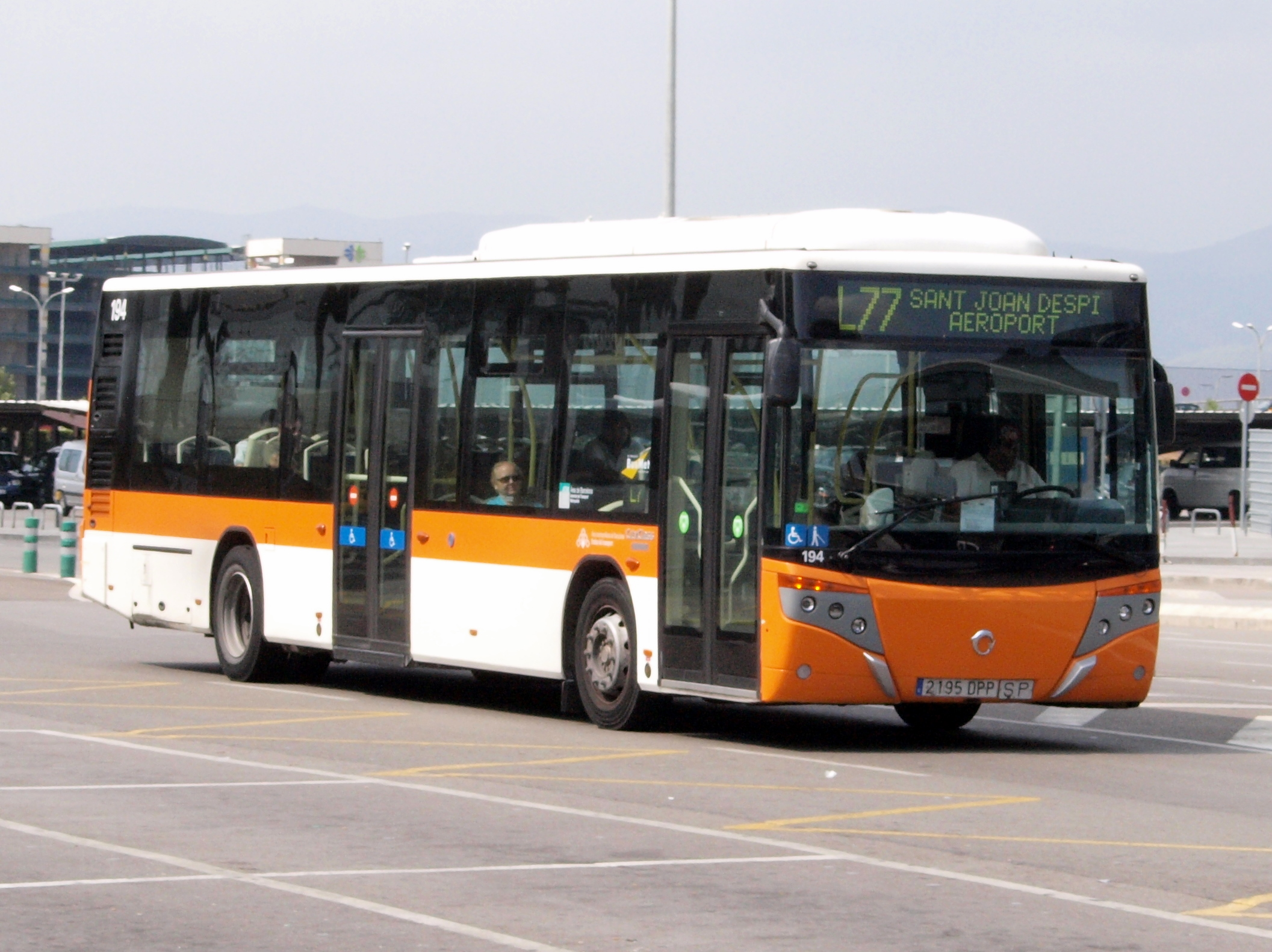
CityClass Stadtbus spanische Phase II (12 m)
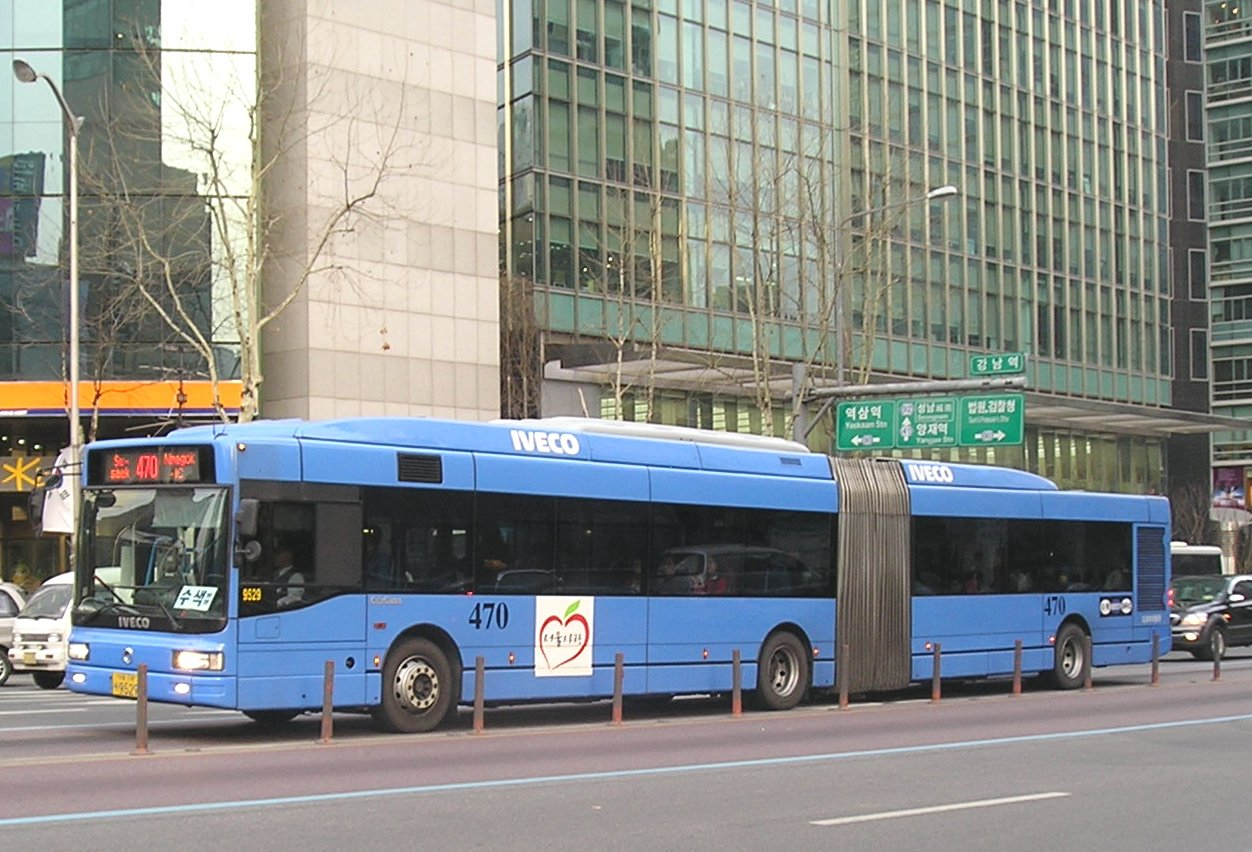
Italienischer Irisbus CityClass 18 m in Seoul, Südkorea.
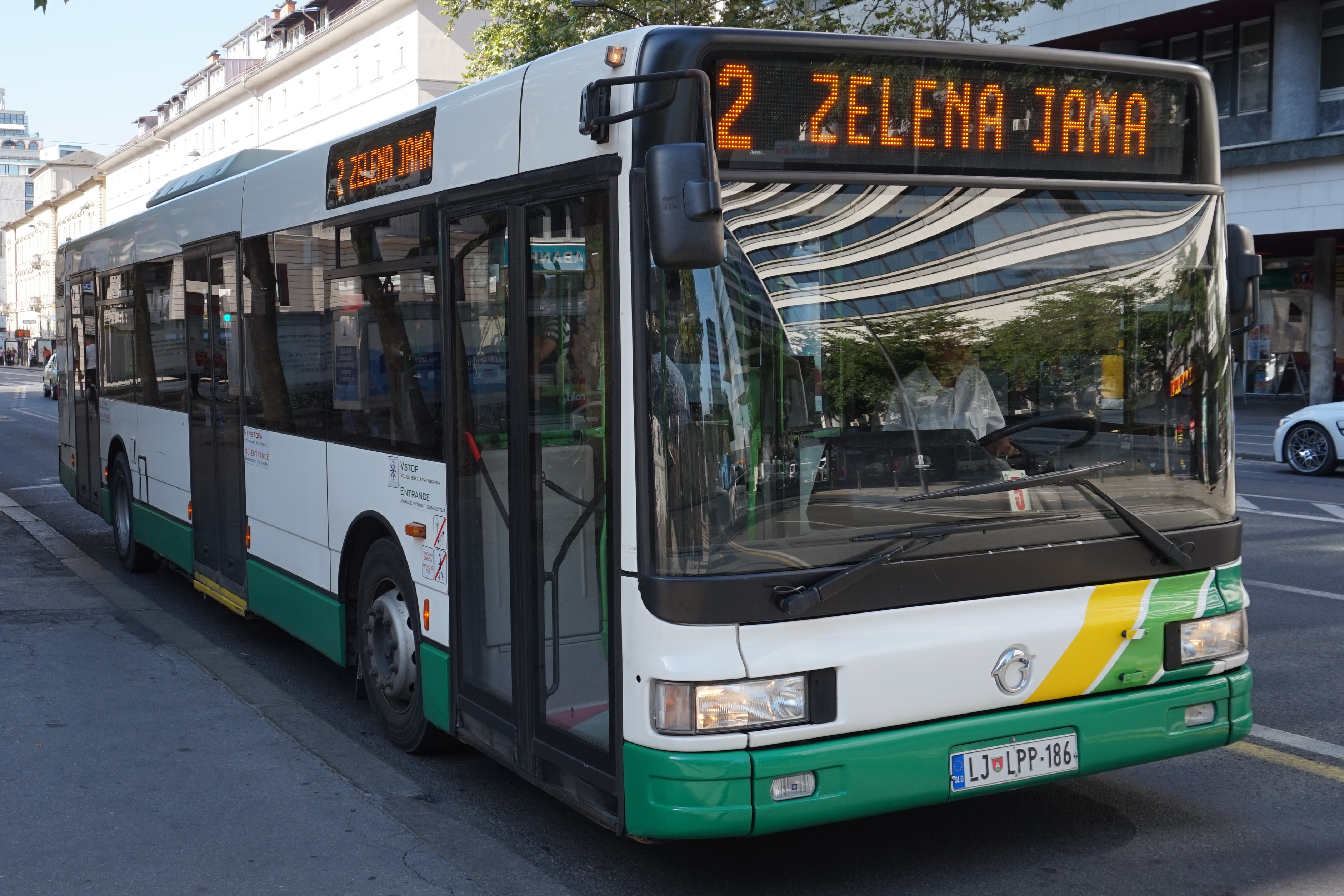
Irisbus CityClass in Slowenien.
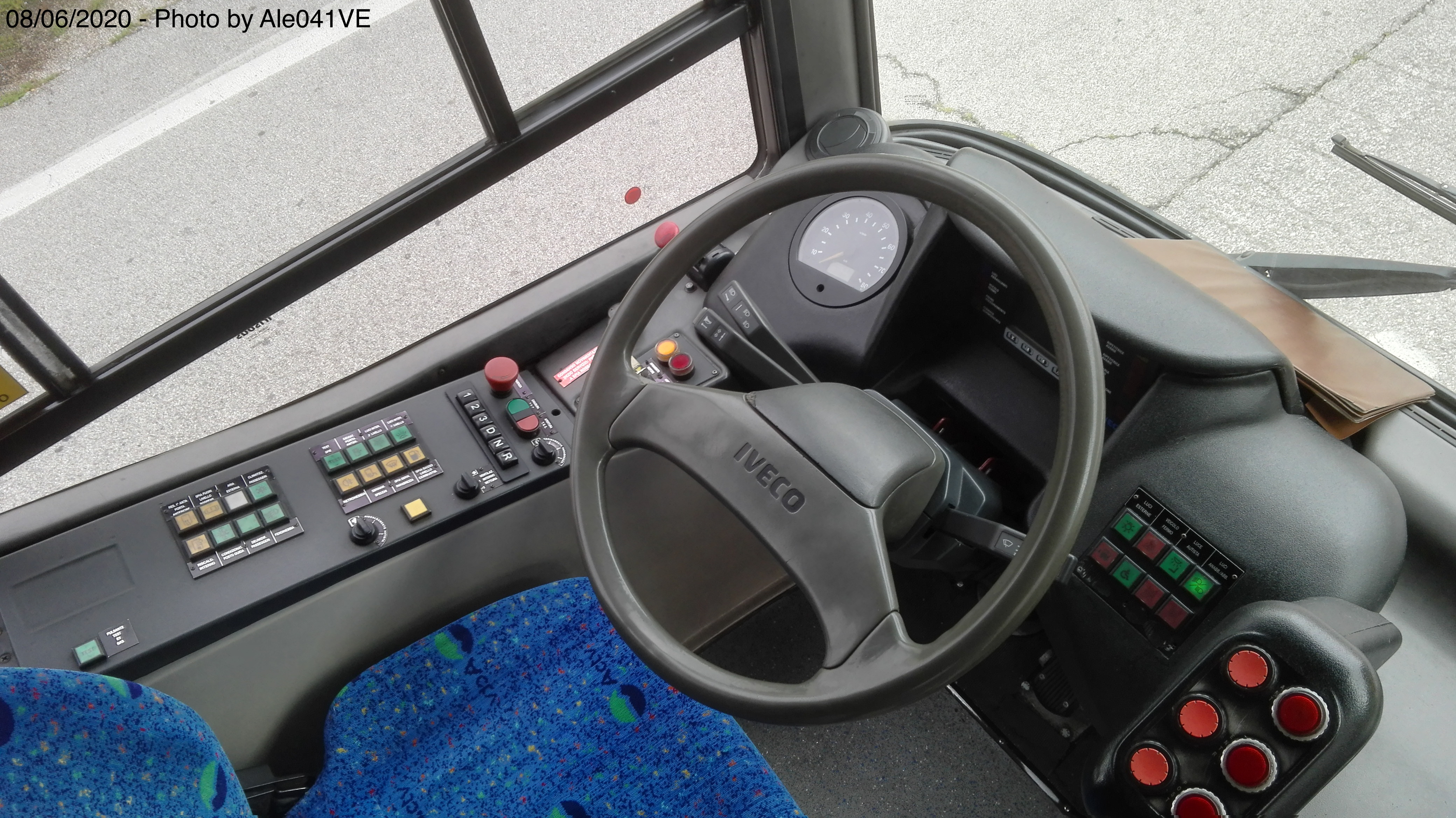
Die CityClass Fahrerarbeitsplatz.
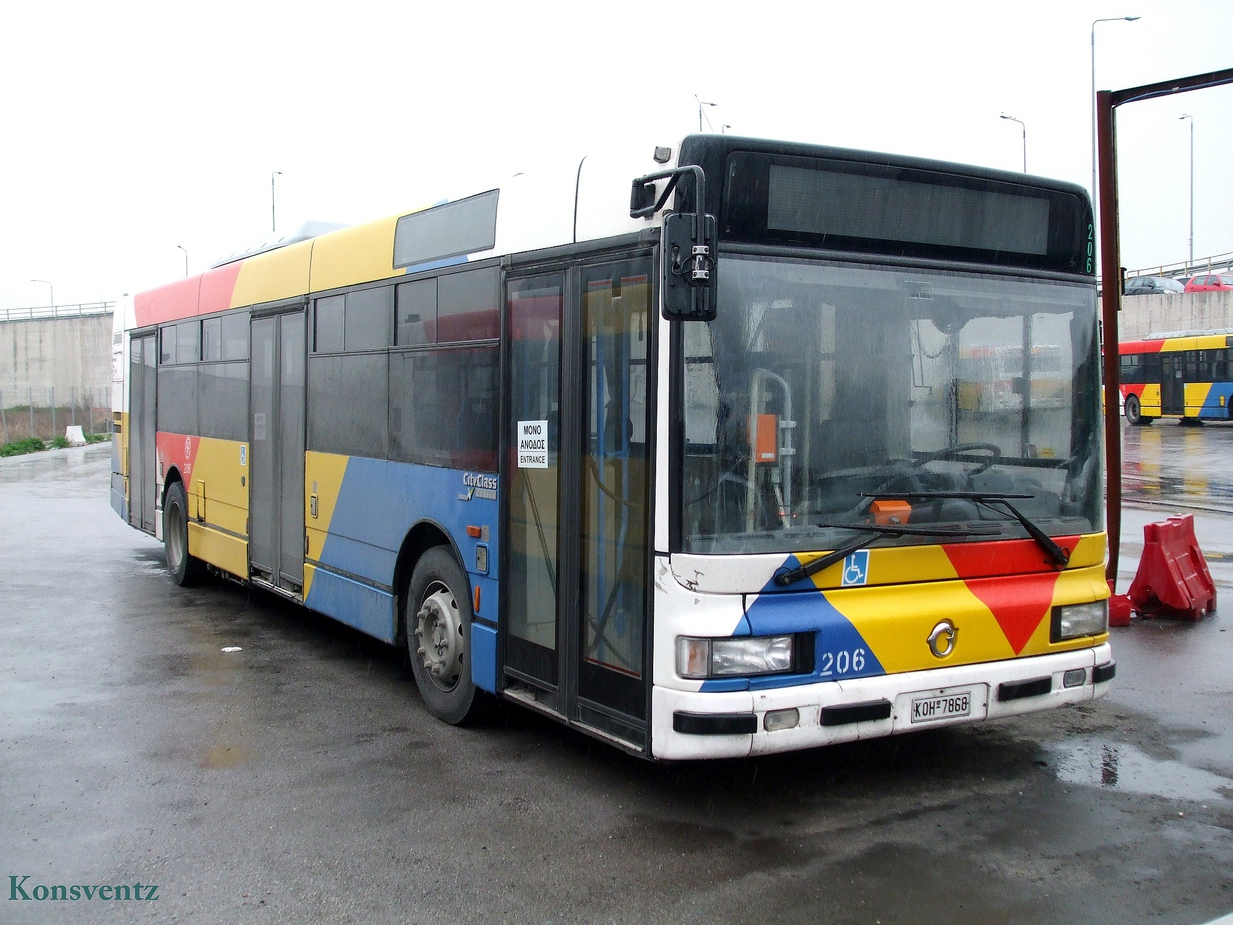
CityClass 491 in Thessaloniki, Griechenland.
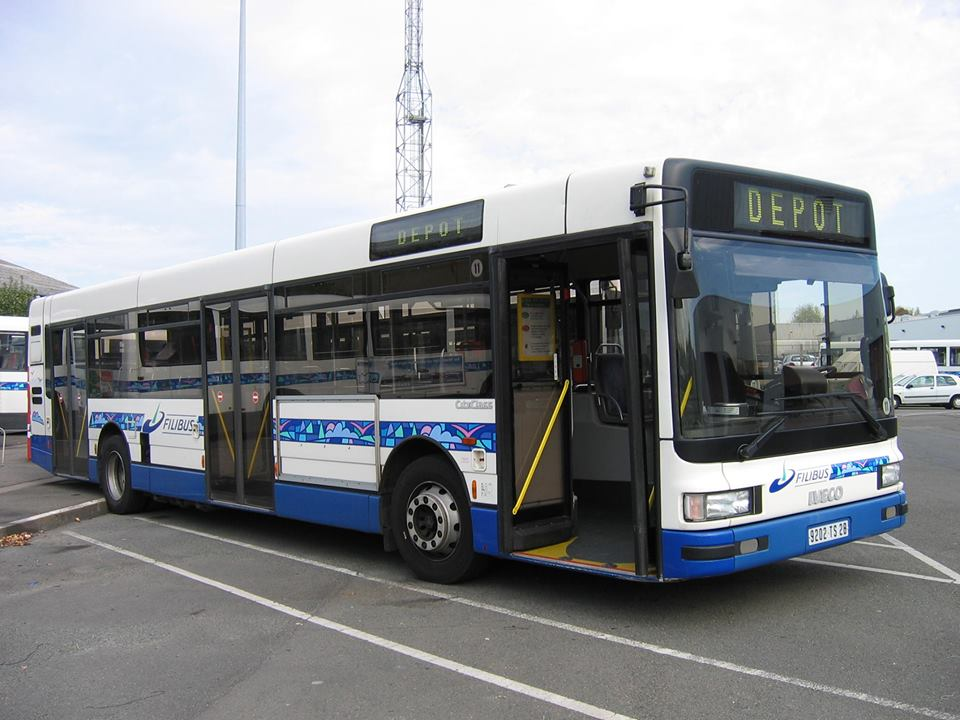
CityClass 491 in Chartres, Frankreich
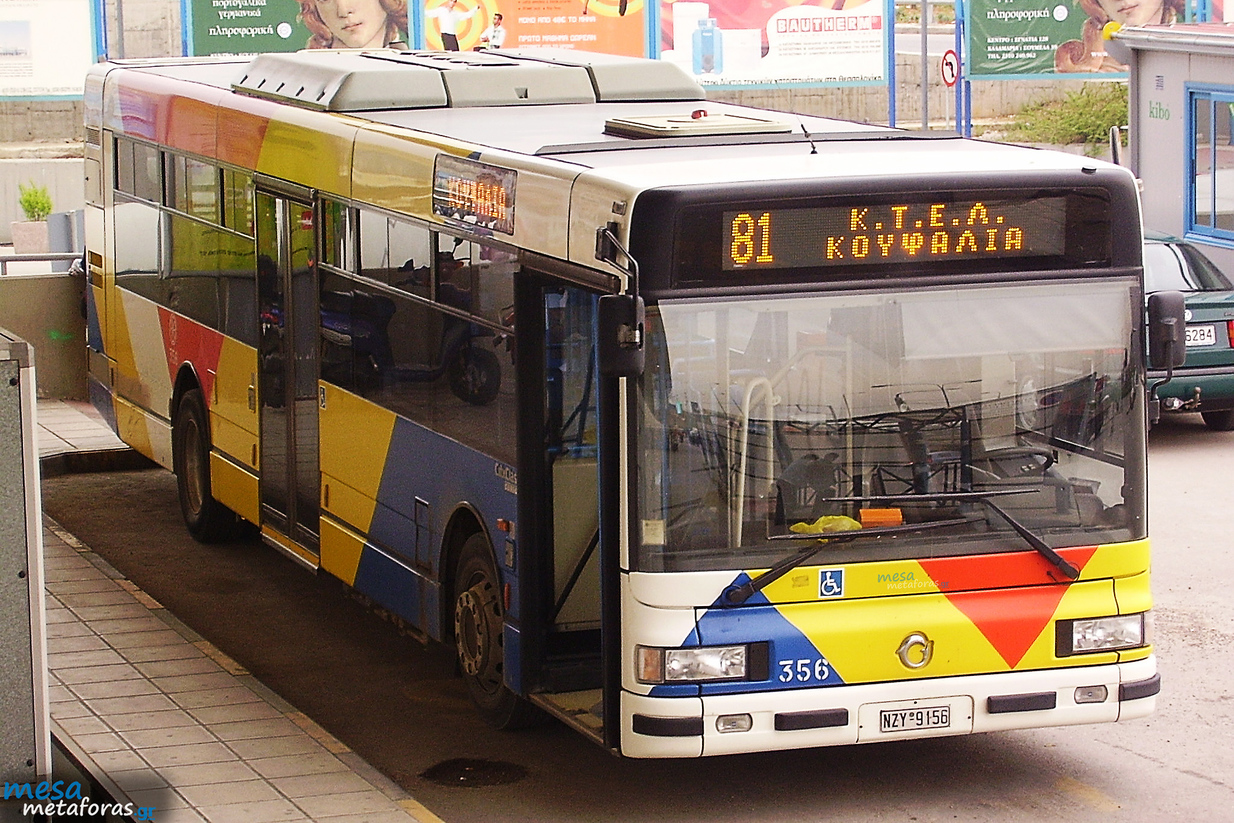
CityClass 491 Zweitürige in Thessaloniki, Griechenland
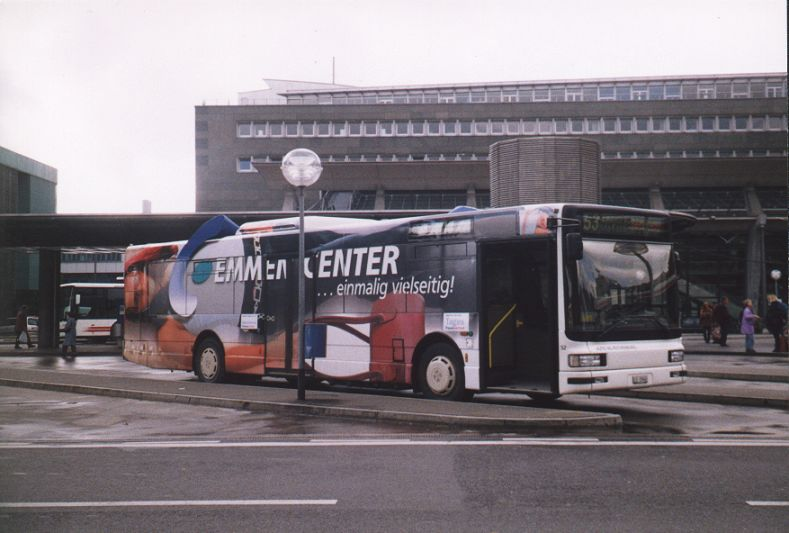
CityClass 491 Zweitürige in Luzern, Schweiz.